# Tipula (Yamatotipula) maculipleura
Tipula (Yamatotipula) maculipleura is een tweevleugelige uit de familie langpootmuggen (Tipulidae). De soort komt voor in het Nearctisch gebied.